# Wojciech Kazimirski-Biberstein

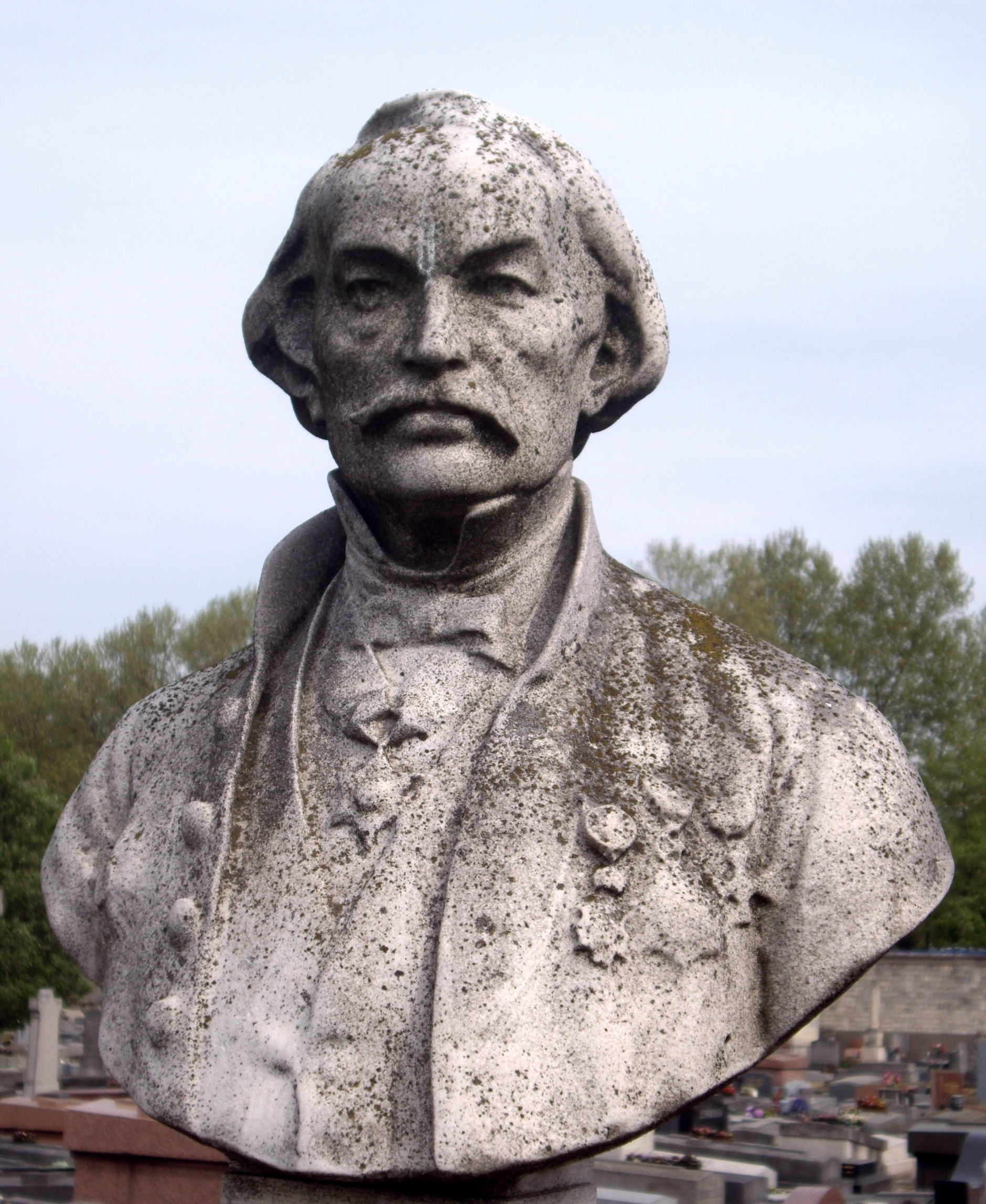
Popiersie Kazimirskiego z jego nagrobka w Montrouge

Wojciech Kazimirski-Biberstein (ur. 20 listopada 1808 w Korchowie, zm. w 1887 w Paryżu) – arabista i iranista.

## Życiorys
Urodził się w rodzinie katolicko-prawosławnej. Uczestnik powstania listopadowego, po jego upadku wyemigrował wspólnie z Joachimem Lelewelem. W latach 1838–1839 odbył podróż do Persji, a następnie był tłumaczem (dragomanem) języka perskiego w poselstwie francuskim. Po 1850 r. Kazimirski uczestniczył w zasadzie we wszystkich podpisywanych przez Francję traktatach z Persją. Od 1858 r. był szefem wydziału we francuskim ministerstwie spraw zagranicznych. Będąc współpracownikiem księcia Adama Jerzego Czartoryskiego, a później jego syna Władysława, odgrywał znaczącą rolę we wzbogacaniu orientalistycznych zbiorów przechowywanych w Bibliotece i Muzeum Czartoryskich w Krakowie (16 rękopisów i kilkanaście miniatur perskich).
Wydał m.in. „Słownik arabsko-francuski” (1846 r.), „Słownik francusko-polski i polsko-francuski” oraz polski przekład „Gulistanu”, tj. „Ogrodu różanego” Saadiego. Był autorem francuskiego przekładu Koranu, który został wydany w 1840 r. Doczekał się on licznych wydań i „związane z nim wyraźnie pozostaje polskie tłumaczenie dokonane przez polskiego muzułmanina M. Tarak Buczackiego”.